# Didymoglossum lineolatum
Didymoglossum lineolatum är en hinnbräkenväxtart som beskrevs av V. d. Bosch. Didymoglossum lineolatum ingår i släktet Didymoglossum och familjen Hymenophyllaceae. Inga underarter finns listade.